# Northport (Isla del Príncipe Eduardo)
Northport es un municipio rural canadiense situado en la provincia de Isla del Príncipe Eduardo.

## Superficie
Northport tiene una superficie de 1,73 km².

## Demografía
En 2021, tenía 157 habitantes, una densidad poblacional de 90,9 hab./km², y 79 viviendas.